# Sofia Collinelli
Sofia Collinelli (* 24. August 2001 in Ravenna) ist eine italienische Radrennfahrerin.

## Sportliche Laufbahn
Als Juniorin war Collinelli Mitglied der italienischen Nationalmannschaft, die 2018 und 2019 auf der Bahn sowohl bei den Europameisterschaften als auch den Weltmeisterschaften den Titel in der Mannschaftsverfolgung errang. Dazu kamen jeweils eine Bronzemedaille bei den Europameisterschaften, 2018 im Omnium und 2019 im Madison. 2018 vertrat sie Italien gemeinsam mit Giada Specia bei den Olympischen Jugend-Sommerspielen und belegte den sechsten Platz. Auf der Straße gewann sie 2019 zwei Etappen und die Gesamtwertung des Giro di Campania, bei den Welt- und Europameisterschaften 2019 kam sie unter die Top 10 im Einzelzeitfahren. Für ihre Leistungen wurde Collinelli 2019 durch das italienische Radsportmagazin tuttoBICI als Juniorin des Jahres ausgezeichnet.
Nach dem Wechsel in die U23 wurde Collinelli 2020 Mitglied im italienischen UCI Women’s Continental Team Aromitalia Vaiano, mit dem sie bereits auch Erfahrungen auf der UCI Women’s WorldTour sammelte. Obwohl sie international ohne zählbare Erfolge blieb, erhielt sie zur Saison 2023 einen Vertrag bei UCI Women’s WorldTeam Israel Premier Tech Roland. 2023 war sie erneut auf der Bahn erfolgreich, als sie mit dem italienischen U23-Team bei den Europameisterschaften die Bronzemedaille in der Mannschaftsverfolgung gewann.

## Ehrungen
- Oscar tuttoBICI – Juniorin des Jahres 2019[2]

## Familie
Sofia Collinelli ist die Tochter des ehemaligen Radrennfahrers und Olympiasiegers Andrea Collinelli.

## Erfolge

### Bahn
2018
- Junioren-Weltmeisterin – Mannschaftsverfolgung (mit Vittoria Guazzini, Silvia Zanardi, Giorgia Catarzi und Gloria Scarsi)
- Junioren-Europameisterin – Mannschaftsverfolgung (mit Silvia Zanardi, Giorgia Catarzi und Gloria Scarsi)
- Junioren-Europameisterschaften – Einerverfolgung
- Italienische Junioren-Meisterin – Omnium

2019
- Junioren-Weltmeisterin – Mannschaftsverfolgung (mit Giorgia Catarzi, Camilla Alessio, Eleonora Gasparrini und Matilde Vitillo)
- Junioren-Europameisterin – Mannschaftsverfolgung (mit Eleonora Gasparrini, Camilla Alessio, Giorgia Catarzi und Matilde Vitillo)
- Junioren-Europameisterschaften –  Madison (mit Eleonora Gasparrini)

2023
- U23-Europameisterschaften – Mannschaftsverfolgung (mit Sara Fiorin, Valentina Basilico und Matilde Vitillo)